# MediaFLO

логотип FLO TV

MediaFLO — це технологія, розроблена компанією Qualcomm для передачі аудіо, відео і даних на портативних пристроях, таких як мобільні телефони та персональні телевізори, використовувані для мобільного телебачення. У Сполучених Штатах сервіс на базі цієї технології був названий FLO TV.
Трансляція даних через MediaFLO включає прямий аудіо та відео ефір в реальному часі. Технологія також може передавати дані додатків через Internet Protocol datacast, такі як біржові котирування, спортивні результати, і прогнози погоди.
У жовтні 2010 Qualcomm оголосила про призупинення продаж цього сервісу новим споживачам. У грудні 2010 року компанія AT&T оголосила, що купить FCC ліцензії у Qualcomm на смузі 700 МГц. 27 березня 2011 року Qualcomm оголосила про зупинення самого сервісу FLO TV.